# Мими Кодели
Мими Кодели (на албански: Mimi Kodheli) е албански политик.

## Биография
Родена е на 11 септември 1964 година в Тирана. През 1986 година завършва финанси в Тиранския университет. Допълнително придобива магистърска степен по публична администрация и докторска степен по икономически науки.
Политическата ѝ кариера започва през 2002 година, когато е назначена за заместник-кмет на Тирана. Тя е член на Социалистическата партия на Албания, а от 2007 година е в нейното ръководство. През 2013 година е назначена за министър на отбраната.